# Álvarez de Toledo (Buenos Aires)
Álvarez de Toledo es una localidad perteneciente al partido de Saladillo situada en la provincia de Buenos Aires, Argentina.

## Ubicación
Se encuentra a 16 km al noreste de la ciudad de Saladillo (Buenos Aires), sobre ruta provincial 215.

## Toponimia
El pueblo lleva el nombre de la aristocrática familia Álvarez de Toledo. Fue fundado por María Luisa Álvarez de Toledo de Broggi, hija de Federico Álvarez de Toledo Bedoya, importante estanciero del partido de Saladillo, quien había levantado el establecimiento "La María Antonieta", hacia mediados del siglo XIX y que fue quien había colocado la piedra fundamental para la erección del pueblo de Saladillo en 1863.

## Población
Cuenta con 213 habitantes (Indec, 2010), lo que representa un descenso del 8% frente a los 232 habitantes (Indec, 2001) del censo anterior. Llegó a tener 600 habitantes, los que -debido a la eliminación del ferrocarril- fueron emigrando a la ciudad cabecera del partido de Saladillo.
| Gráfica de evolución demográfica de Álvarez de Toledo entre 1991 y 2010 |
|                                                                         |
| Fuente: Censos nacionales del INDEC                                     |

Web oficial: http://toledopueblo.blogspot.com.ar/